# Arthouros Akritidis
Arthouros Akritidis (* 2. Januar 1986) ist ein griechischer Gewichtheber.

## Werdegang
Akritidis wurde 2003 in Dortmund Jugend-Vize-Europameister. 2007 erreichte er bei den Europameisterschaften den siebten Platz in der Klasse bis 56 kg. Bei den Weltmeisterschaften im selben Jahr war er Elfter. Bei einer Trainingskontrolle wurde Akritidis 2008 wie auch zehn weitere Mitglieder der griechischen Nationalmannschaft positiv getestet und anschließend für zwei Jahre gesperrt. Nach seiner Sperre wurde er bei den Europameisterschaften 2012 Neunter in der Klasse bis 62 kg. 2013 wurde bei den Europameisterschaften in Tirana Fünfter im Zweikampf und gewann die Bronzemedaille im Stoßen. Bei den Mittelmeerspielen im selben Jahr war er Vierter.